# لاري غروس
لاري غروس (بالإنجليزية: Larry Gross)‏ هو كاتب سيناريو ومخرج أمريكي، ولد في 1953 في الولايات المتحدة.

## وصلات خارجية
- لاري غروس على موقع IMDb (الإنجليزية)
- لاري غروس على موقع ألو سيني (الفرنسية)
- لاري غروس على موقع أول موفي (الإنجليزية)
- لاري غروس على موقع قاعدة بيانات الأفلام السويدية (السويدية)
- لاري غروس على موقع قاعدة بيانات الفيلم (الإنجليزية)
- لاري غروس على موقع كينوبويسك (الروسية)